# Jaume de Sant Pere
Jaume de Sant Pere (Saragossa?, Aragó, s. XV - Castelló d'Empúries, 10 d'octubre de 1516) fou un frare dominic, mort màrtir a mans de pirates musulmans. Fou venerat localment a Castelló d'Empúries fins al segle xix.

## Biografia
Nascut a l'Aragó, ingressà a l'Orde de Predicadors al convent de Saragossa. Amb el temps, anà al convent de l'orde de Castelló d'Empúries. Durant una incursió de pirates musulmans, fou mort mentre deia la missa el 10 d'octubre de 1516, juntament amb dos frares franciscans.
Fou sebollit al convent de Castelló, on rebé veneració com a màrtir. Constava al martirologi del convent el dia 10 d'octubre. Probablement, la desaparició de la comunitat en 1835 provocà l'oblit del culte del servent de Déu, ja que no se n'havia incoat cap procés de beatificació. Alguns autors li donaren erròniament el nom de Joan de Sant Pere i el fan fill d'Alcanyís.